# Новолабинское сельское поселение
Новолаби́нское сельское поселение — муниципальное образование в Усть-Лабинском районе Краснодарского края России.
В рамках административно-территориального устройства Краснодарского края ему соответствует Новолабинский сельский округ.
Административный центр и единственный населённый пункт — станица Новолабинская.

## Население
| 2010  | 2012  | 2013  | 2014  | 2015  | 2016  | 2017  |
| ----- | ----- | ----- | ----- | ----- | ----- | ----- |
| 3327  | ↗3362 | ↗3367 | ↘3349 | ↗3351 | ↘3334 | ↘3291 |
| 2018  | 2019  | 2020  | 2021  | 2023  |       |       |
| ↘3237 | ↗3247 | ↘3213 | ↘3066 | ↘3013 |       |       |